# Dendroalsia
Dendroalsia là một chi rêu trong họ Leucodontaceae.